# Fidípides
Fidípides (em grego: Φειδιππίδης), foi um soldado ateniense que, segundo Heródoto, foi enviado para buscar ajuda em Esparta antes da batalha de Maratona, em 490 a.C.
Chegou a Esparta um dia depois, tendo corrido uma distância de no mínimo 200 quilômetros. No caminho de volta, conta a lenda que ele encontrou o deus Pan.
A prova da maratona baseia-se em que Fidípides teria corrido os 42 km separando Atenas de Maratona a fim de participar da batalha de mesmo nome contra os persas, na primeira das guerras médicas. Os atenienses acabaram vencendo a batalha, e os persas recuando para os seus navios e partindo em direção a Atenas. Com medo de que os persas se vingassem contra a cidade desprotegida e desavisada sobre o destino da batalha de Maratona, Fidípides teria retornado, sempre correndo, a Atenas para avisar do êxito na batalha. Após ter anunciado a vitória «nenikekamen!», caiu morto, devido à enorme exaustão. Devido ao seu gigantesco esforço, Atenas teve tempo de se organizar, fechar a cidade e passar ilesa ao ataque persa.
Celebrando a versão da corrida ter sido entre Atenas e Esparta, ocorre todos os anos uma prova chamada Spartathlon.

## A História de Fidípides segundo Heródoto
Heródoto relata que Fidípides, um hemeródromo, nome que recebiam os correios oficiais que eram capazes de recorrer a passo rápido largas distâncias diariamente, o soldado ateniense foi enviado a Esparta para pedir ajuda quando os persas desembarcaram em Maratona.
De acordo com relatos, Heródoto escreveu o relato 30 a 40 anos depois do acontecimento, e é provável que Fidípides seja uma figura histórica. Correr os 246 km que separavam a Atenas de Esparta em 2 dias, por terreno acidentado, seria uma façanha digna de recordar.